# Unterseeboot 968
L'Unterseeboot 968 ou U-968 est un sous-marin allemand (U-Boot) de type VIIC utilisé par la Kriegsmarine pendant la Seconde Guerre mondiale.
Le sous-marin est commandé le 5 juin 1941 à Hambourg (Blohm + Voss), sa quille posée le 14 mai 1942, il est lancé le 4 février 1943 et mis en service le 18 mars 1943, sous le commandement du Leutnant zur See Otto Westphalen (en).
Il capitule à Narvik en mai 1945 et est sabordé en novembre 1945.

## Conception
Unterseeboot type VII, l'U-968 avait un déplacement de 769 tonnes en surface et 871 tonnes en plongée. Il avait une longueur totale de 67,10 m, un maître-bau de 6,20 m, une hauteur de 9,60 m et un tirant d'eau de 4,74 m. Le sous-marin était propulsé par deux hélices de 1,23 m, deux moteurs diesel Germaniawerft M6V 40/46 de 6 cylindres en ligne de 1 400 cv à 470 tr/min, produisant un total de 2 060 à 2 350 kW en surface et de deux moteurs électriques Brown, Boveri & Cie GG UB 720/8 de 375 cv à 295 tr/min, produisant un total 550 kW, en plongée. Le sous-marin avait une vitesse en surface de 17,7 nœuds (32,8 km/h) et une vitesse de 7,6 nœuds (14,1 km/h) en plongée. Immergé, il avait un rayon d'action de 80 milles marins (150 km) à 4 nœuds (7,4 km/h; 4,6 milles par heure) et pouvait atteindre une profondeur de 230 m. En surface son rayon d'action était de 8 500 milles nautiques (soit 15 700 km) à 10 nœuds (19 km/h).
L'U-968 était équipé de cinq tubes lance-torpilles de 53,3 cm (quatre montés à l'avant et un à l'arrière) et embarquait quatorze torpilles. Il était équipé d'un canon de 8,8 cm SK C/35 (220 coups), d'un canon antiaérien de 20 mm Flak et d'un canon 37 mm Flak M/42 qui tire à 15 350 mètres avec une cadence théorique de 50 coups par minute. Il pouvait transporter 26 mines TMA ou 39 mines TMB. Son équipage comprenait 4 officiers et 40 à 56 sous-mariniers.

## Historique
Il passe sa période d'entraînement à la 5. Unterseebootsflottille jusqu'au 29 février 1944, puis il intègre son unité de combat dans la 13. Unterseebootsflottille.
À partir de septembre 1943, l'U-968 participe à des essais dans la mer Baltique activant des équipements pour contrer les radars aéroportés.
Il quitte Kiel pour sa première patrouille sous les ordres de l'Oberleutnant zur See Otto Westphalen le 7 mars 1944. Il visite les eaux arctiques et franchit le cercle polaire le 17 mars 1944. Tôt le 1er avril 1944, l'U-968 avec la plupart des U-Boote du groupe de combat Hammer approchent le convoi JW-58, à l'est-nord-est de l'île Jan Mayen. L'U-968 est l'un des premiers U-Boote qui attaque le convoi, visant sans succès deux destroyers de l'escorte.
Entre avril et août 1944, l'U-968 effectue plusieurs escales dans des ports norvégiens. Le 18 juillet 1944 en transit vers Bogenbucht (de), l'U-968 est repéré par un avion bombardier Liberator du Sqn 86 piloté par le F/Lt (lieutenant) W.F.J. Harwood qui lui lance deux charges de profondeur. La défense anti-aérienne de l'U-Boot abat l'appareil. Six aviateurs de son équipage sont recueillis trois jours plus tard par un hydravion de secours Catalina. L'U-968 est endommagé par trois attaques d'un autre Liberator le matin du 19 juillet 1944. Un homme d'équipage est tué et six autres sont blessés pendant ces attaques.
Sa deuxième patrouille se déroule du 29 août au 10 septembre 1944, soit treize jours. L'U-968 fait partie du groupe où meute Dachs qui effectue des opérations de pose de mines. Le 4 septembre 1944, il en mouille le long des côtes du cap Kanine et dans la mer de Petchora (Russie). Aucun naufrage ni de dégât de bâtiment n'est connu.
Lors de sa troisième patrouille, l'U-968 fait partie du groupe Zorn déployé pour intercepter le convoi RA-60 au nord d'Hammerfest.
Pendant sa quatrième patrouille, l'U-968 fait partie du groupe de combat Panther qui guette le convoi JW-61 A, parti du Loch Ewe le 20 du mois. Le convoi traverse le secteur sans être repéré. Quelques attaques sont lancées contre l'escorte, sans succès. L'U-968 rentre ensuite à Ramsund.
L'U-968 quitte Harstad le 7 février 1945 pour les eaux arctiques. Le 14 février 1945, l'U-968 torpille et endommage un pétrolier norvégien du convoi soviétique BK-3. Trois jours plus tard, l'U-968 attaque le convoi RA-64 et torpille deux bâtiments (un britannique et un américain). L'U-968 arrive à Kilbotn le 20 février 1945.
Sa sixième patrouille se déroule du 12 au 30 mars 1945, soit dix-neuf jours en mer. L'U-968 rejoint le groupe Hagen près du passage de l'île aux Ours, visant le convoi JW-65 composé de vingt-quatre navires marchands. Le matin du 20 mars 1945, le convoi passe la première ligne de sous-marins dans une tempête de neige. L'U-968 coule un sloop britannique et un bâtiment américain du convoi.
 Le 23 mars 1945, l'U-968 découvre le convoi RA-65 ainsi que les porte-avions d'escorte sans effectuer aucune attaque.
Sa septième et dernière patrouille commence le 21 avril 1945 au départ de Kilbotn pour les eaux arctiques. Lorsque Dönitz ordonne aux U-Boote de cesser le combat, le 4 mai 1945, l'U-968 se trouve en mer.
Les sous-marins allemands de la région de Narvik à la fin de la guerre sont tous déplacés le 12 mai vers Skjomenfjord sur ordre des Alliés pour éviter des conflits avec les Norvégiens. Le 15 mai, un convoi allemand de cinq navires (le Grille, le cargo-pétrolier de ravitaillement Kärnten, le navire de réparation Kamerun, les navires d’approvisionnement Huascaran et Stella Polaris) et quinze sous-marins (U-278, U-294, U-295, U-312, U-313, U-318, U-363, U-427, U-481, U-668, U-716, U-968, U-992, U-997 et U-1165) sont interceptés durant leurs transferts vers Trondheim. Après y avoir fait relâche, les sous-marins sont conduits par le 9e groupe d'escorte à Loch Eriboll, en Écosse où ils arrivent le 19 mai. Ils sont convoyés soit à Loch Ryan soit à Lisahally en vue de leur destruction. Dans le cadre de l’opération Deadlight, l'U-968 coule le 29 novembre 1945 à la position 55° 24′ N, 6° 23′ O, pendant son remorquage par le HMS Prosperous.

## Affectations
- 5. Unterseebootsflottille du 18 mars 1943 au 29 février 1944 (Période de formation).
- 13. Unterseebootsflottille du 1er mars 1944 au 8 mai 1945 (Unité combattante).

## Commandement
- Oberleutnant zur See Otto Westphalen (en) du 18 mars 1943 au 8 mai 1945 (Croix de fer).

## Patrouilles
|       | Commandant            | Départ            | Départ          | Arrivée           | Arrivée          | Jours     | Succès   |
| ----- | --------------------- | ----------------- | --------------- | ----------------- | ---------------- | --------- | -------- |
| 1     | Oblt. Otto Westphalen | 7 mars 1944       | Kiel            | 2 avril 1944      | Narvik           | 27 jours  |          |
|       | Oblt. Otto Westphalen | 4 avril 1944      | Narvik          | 6 avril 1944      | Trondheim        | 3 jours   |          |
|       | Oblt. Otto Westphalen | 11 juillet 1944   | Trondheim       | 14 juillet 1944   | Narvik           | 4 jours   |          |
|       | Oblt. Otto Westphalen | 17 juillet 1944   | Narvik          | 21 juillet 1944   | Bogenbucht       | 5 jours   |          |
|       | Oblt. Otto Westphalen | 20 août 1944      | Bogenbucht (de) | 22 août 1944      | Hammerfest       | 3 jours   |          |
| 2     | Oblt. Otto Westphalen | 29 août 1944      | Hammerfest      | 10 septembre 1944 | Bogenbucht       | 13 jours  |          |
| 3     | Oblt. Otto Westphalen | 24 septembre 1944 | Bogenbucht      | 3 octobre 1944    | Narvik           | 10 jours  |          |
| 4     | Oblt. Otto Westphalen | 14 octobre 1944   | Narvik          | 11 novembre 1944  | Ramsund          | 29 jours  |          |
|       | Oblt. Otto Westphalen | 13 novembre 1944  | Ramsund         | 16 novembre 1944  | Rørvik           | 4 jours   |          |
|       | Oblt. Otto Westphalen | 23 janvier 1945   | Rørvik          | 25 janvier 1945   | Narvik           | 3 jours   |          |
|       | Oblt. Otto Westphalen | 1er février 1945  | Narvik          | 1er février 1945  | Harstad          | 1 jours   |          |
| 5     | Oblt. Otto Westphalen | 7 février 1945    | Harstad         | 20 février 1945   | Kilbotn          | 14 jours  | 23 855   |
| 6     | Oblt. Otto Westphalen | 12 mars 1945      | Kilbotn         | 30 mars 1945      | Kilbotn          | 19 jours  | 8 560    |
| 7     | Oblt. Otto Westphalen | 21 avril 1945     | Kilbotn         | 6 mai 1945        | Harstad          | 16 jours  |          |
| L     | Oblt. Otto Westphalen | 7 mai 1945        | Harstad         | 7 mai 1945        | Skjomenfjord     | 1 jours   |          |
|       | Oblt. Otto Westphalen | 15 mai 1945       | Skjomenfjord    | 19 mai 1945       | Loch Eriboll, UK | 5 jours   |          |
| Total | Total                 | Total             | Total           | Total             | Total            | 157 jours | 32 415 t |

Note : Oblt. = Oberleutnant zur See

### Opérations Wolfpack
L'U-968 a opéré avec les Wolfpacks (meute de loups) durant sa carrière opérationnelle.
- Hammer (17 mars – 1er avril 1944)
- Dachs (1–5 septembre 1944)
- Zorn (26 septembre – 1er octobre 1944)
- Grimm (1er–2 octobre 1944)
- Panther (16 octobre – 10 novembre 1944)
- Rasmus (7–13 février 1945)
- Hagen (13–21 mars 1945)

## Navires coulés
L'U-968 a coulé 2 navires de guerre totalisant 14 386 tonneaux, 1 navire de guerre de 1 350 tonneaux, a endommagé 1 navire marchand de 8 129 tonneaux, a détruit 1 navire marchand de 7 200 tonneaux et 1 navire de guerre 1 350 tonneaux au cours des 7 patrouilles (157 jours en mer) qu'il effectua.
| Date            | Nom              | Nationalité | Tonnage | Convoi | Fait         | Localisation         |
| --------------- | ---------------- | ----------- | ------- | ------ | ------------ | -------------------- |
| 14 février 1945 | Norfjell         | Norvège     | 8 129   | BK-3   | Endommagé    | 69° 22′ N, 33° 50′ E |
| 14 février 1945 | Horace Gray      | USA         | 7 200   | BK-3   | Perte totale | 69° 21′ N, 33° 43′ E |
| 17 février 1945 | HMS Lark         | Royal Navy  | 1 350   | RA-64  | Perte totale | 69° 30′ N, 34° 33′ E |
| 17 février 1945 | Thomas Scott     | USA         | 7 176   | RA-64  | Coulé        | 69° 30′ N, 34° 42′ E |
| 20 mars 1945    | Thomas Donaldson | USA         | 7 210   | JW-65  | Coulé        | 69° 26′ N, 33° 44′ E |
| 20 mars 1945    | HMS Lapwing      | Royal Navy  | 1 350   | JW-65  | Coulé        | 69° 26′ N, 33° 44′ E |